# Nocera Inferiore
Nocera Inferiore (korábban Nocera dei Pagani) város (közigazgatásilag comune) Olaszország Campania régiójában, Salerno megyében.

## Fekvése
Az Albino-hegy lábánál, Nápolytól 20 km-re délkeleti irányban. Határai: Castel San Giorgio, Nocera Superiore, Pagani, Roccapiemonte, San Valentino Torio, Sarno és Tramonti.

## Történelme
A rómaiak érkezése előtt, Nuceria Alfaterna volt a Sarno völgyének és egyben Dél-Itália legjelentősebb települése, tőle függtek többek között Pompeii, Herculaneum, Stabiae és Surrentum. A rómaiak szövetségese volt i. e. 309-ig, amikor a szamnisz háborúkban a szamniszokat támogatta. Két évvel később, i. e. 307-ben hosszas ostrom után behódolt a római seregeknek, de sikerült kedvező békefeltételeket elérnie.
I. e. 216-ban Hannibal karthágói seregei elpusztították. A lakosság csak a pun háborúk vége után települt vissza. A római polgárháborúk során Róma és egyben Sulla szövetségese maradt, noha néhány Nuceriának alárendelt város Mariust támogatta. Jutalomképpen megkapta a Sulla által i. e. 89-ben elpusztított Stabiae városának területeit. I. e. 73-ban Spartacus lázadó seregei fosztották ki.
A kereszténység megjelenésével püspöki székhely lett. A 12. században szintén Rómát, azaz II. Ince pápát támogatta a II. Roger szicíliai király elleni háborúban, ami hibás döntésnek bizonyult. II. Frigyes egy szaracén települést létesített a várostól alig egy kilométernyire. Innen származik a hosszú időn használt dei Pagani (jelentése pogányoké) megnevezése.
A település 1806-ban nyerte el függetlenségét, amikor a Nápolyi Királyságban felszámolták a feudalizmust. 1858-ban nápolyi földtulajdonosok követeléseinek helyt adva, a város területét két részre osztották: Nocera Inferiore és Nocera Superiore.

## Népessége
A népesség számának alakulása:

## Főbb látnivalói
- Tofano kaszárnyák
- Castello
- Palazzo Fienga
- Palazzo De Francesco
- Palazzo Guerritore Broya
- San Prisco-katedrális
- Sant’Andrea templom és kolostor
- Sant’Angelo in Grotta-templom
- Sant’Anna templom és kolostor
- Sant’Antonio templom és kolostor
- San Bartolomeo templom és kolostor
- Santa Chiara templom és kolostor
- San Giovanni in Parco templom és kolostor
- Santa Maria dei Miracoli-templom
- Santa Maria a Monte-templom
- San Matteo-templom

## A város szülöttei
- Francesco Solimena festő
- Hugo de’Pagani, a templomos lovagok rendjének alapítója
- Giambattista Castaldo zsoldosvezér, Habsburg Ferdinánd hadvezére az 1551-es erdélyi hadjáratban